# 24e cérémonie des Chicago Film Critics Association Awards
La 24e cérémonie des Chicago Film Critics Association Awards, décernés par la Chicago Film Critics Association, a eu lieu le 19 décembre 2011, et a récompensé les films réalisés dans l'année.

## Palmarès

### Meilleur film
- The Tree of Life
  - The Descendants
  - The Artist
  - Drive
  - Hugo Cabret (Hugo)

### Meilleur réalisateur
- Terrence Malick pour The Tree of Life
  - Michel Hazanavicius pour The Artist
  - Alexander Payne pour The Descendants
  - Martin Scorsese pour Hugo Cabret (Hugo)
  - Nicolas Winding Refn pour Drive

### Meilleur acteur
- Michael Shannon pour le rôle de Curtis LaForche dans Take Shelter
  - George Clooney pour le rôle de Matt King dans The Descendants
  - Jean Dujardin pour le rôle de George Valentin dans The Artist
  - Michael Fassbender pour le rôle de Brandon Sullivan dans Shame
  - Gary Oldman pour le rôle de George Smiley dans La Taupe (Tinker, Tailor, Soldier, Spy)

### Meilleure actrice
- Michelle Williams pour le rôle de Marilyn Monroe dans My Week with Marilyn
  - Kirsten Dunst pour le rôle de Justine dans Melancholia
  - Elizabeth Olsen pour le rôle de Martha dans Martha Marcy May Marlene
  - Anna Paquin pour le rôle de Lisa Cohen dans Margaret
  - Meryl Streep pour le rôle de Margaret Thatcher dans La Dame de fer (The Iron Lady)

### Meilleur acteur dans un second rôle
- Albert Brooks pour le rôle de Bernie Rose dans Drive
  - Nick Nolte pour le rôle de Paddy Conlon dans Warrior
  - Patton Oswalt pour le rôle de Matt Freehauf dans Young Adult
  - Brad Pitt pour le rôle de Mr. O'Brien dans The Tree of Life
  - Christopher Plummer pour le rôle de Hal dans Beginners

### Meilleure actrice dans un second rôle
- Jessica Chastain pour le rôle de Mrs. O'Brien dans The Tree of Life
  - Melissa McCarthy pour le rôle de Megan dans Mes meilleures amies (Bridesmaids)
  - Carey Mulligan pour le rôle de Sissy dans Shame
  - Octavia Spencer pour le rôle de Minny Jackson dans La Couleur des sentiments (The Help)
  - Shailene Woodley pour le rôle d'Alex King dans The Descendants

### Interprète le plus prometteur
- Elizabeth Olsen pour le rôle de Martha dans Martha Marcy May Marlene
  - Liana Liberato pour le rôle d'Annie Cameron dans Trust
  - Brit Marling pour le rôle de Rhoda Williams dans Another Earth
  - Hunter McCracken pour le rôle de Jack (jeune) dans The Tree of Life
  - Shailene Woodley pour le rôle d'Alex King dans The Descendants

### Réalisateur le plus prometteur
- Sean Durkin pour Martha Marcy May Marlene
  - J. C. Chandor pour Margin Call
  - Simon Curtis pour My Week with Marilyn
  - Drake Doremus pour Like Crazy
  - Tate Taylor pour La Couleur des sentiments (The Help)

### Meilleur scénario original
- The Artist – Michel Hazanavicius
  - Martha Marcy May Marlene – Sean Durkin
  - Minuit à Paris (Midnight in Paris) – Woody Allen
  - Une séparation (جدایی نادر از سیمین) – Asghar Farhadi
  - The Tree of Life – Terrence Malick

### Meilleur scénario adapté
- Le Stratège (Moneyball) – Steven Zaillian et Aaron Sorkin
  - The Descendants – Alexander Payne, Nat Faxon et Jim Rash
  - Drive – Hossein Amini
  - Hugo Cabret (Hugo)  – John Logan
  - La Taupe (Tinker, Tailor, Soldier, Spy) – Bridget O'Connor et Peter Straughan

### Meilleure photographie
- The Tree of Life – Emmanuel Lubezki
  - Cheval de guerre (War Horse) – Newton Thomas Sigel
  - Drive – Robert Richardson
  - Hugo Cabret (Hugo) – Manuel Alberto Claro
  - Melancholia – Janusz Kamiński

### Meilleure musique de film
- Drive – Cliff Martinez
  - The Artist – Ludovic Bource
  - Hanna – The Chemical Brothers
  - Hugo Cabret (Hugo) – Howard Shore
  - Millénium, les hommes qui n'aimaient pas les femmes (The Girl with the Dragon Tattoo) – Trent Reznor et Atticus Ross

### Meilleur film en langue étrangère
- Une séparation (جدایی نادر از سیمین) •  Iran
  - Revenge (Hævnen) •  Danemark
  - Incendies •  Canada
  - La piel que habito •  Espagne
  - Oncle Boonmee, celui qui se souvient de ses vies antérieures (ลุงบุญมีระลึกชาติ) •  Thaïlande

### Meilleur film d'animation
- Rango
  - Les Aventures de Tintin : Le Secret de La Licorne (The Adventures of Tintin)
  - Le Chat potté (Puss in Boots)
  - Mission : Noël (Arthur Christmas)
  - Winnie l'ourson (Winnie the Pooh)

### Meilleur film documentaire
- The Interrupters
  - La Grotte des rêves perdus (Cave of Forgotten Dreams)
  - Pina
  - Le Projet Nim (Project Nim)
  - Tabloid